# موش و گربه
موش و گربه (به انگلیسی: Cat and Mouse) یا موش صفت (به انگلیسی: Mousey) (به عنوان گربه و موش در سینماها و تلویزیون بریتانیا منتشر شد) یک فیلم درام اکشن مهیج کانادایی محصول سال ۱۹۷۴ به کارگردانی دنیل پتری، و بازی کرک داگلاس، جین سپبرگ و جان ورنن است.
اگرچه برای تلویزیون ساخته شده‌است، اما به صورت نمایشی خارج از ایالات متحده در لندن اکران شد، اما به عنوان بخش دوفیلمه با دیوانگی نمایش داده شد.

## هنرپیشگان
- کرک داگلاس در نقش جورج اندرسون
- جین سبرگ در نقش لورا اندرسون / ریچاردسون
- جان ورنن در نقش دیوید ریچاردسون
- بسی لاو در نقش خانم ریچاردسون
- بث پورتر در نقش ساندرا
- سام وانامیکر به عنوان بازرس
- جیمز بردفورد در نقش کارآگاه خصوصی
- سوزان لوید در نقش نانسی
- استوارت چندلر در نقش سیمون
- والری کلگان در نقش خانم وین رایت
- میویس ویلیس در نقش مارتا
- الیوت سالیوان در نقش هری
- باب شرمن در نقش بارمن
- جیمز برویک در نقش مدیر مدرسه
- مارگو الکسیس در نقش خانم کارتر
- رابرت هندرسون به عنوان وکیل دادگستری
- لوئیس نگین در نقش کوتوریه
- جنیفر واتس به عنوان مهمان مهمانی
- تونی سیبالد به عنوان کارگر
- دون فلوز در نقش فورمن
- فرانسیس ناپیر به عنوان مهندس
- روی استفنز به عنوان پذیرش هتل
- السا پیکتورن در نقش دربان
- جان کوربت (هنرپیشه) به عنوان مشتری گروگانگیری

## تولید
موش و گربه در محلی در مونترال، کانادا و در استودیوهای پاین‌وود در انگلستان فیلمبرداری شد. فیلمبرداری در نوامبر ۱۹۷۳ آغاز شد.
این فیلم نقدهای متفاوتی دریافت کرد. استیون اچ شوئر منفی گفت و گفت که: «این پیچیده‌است و خیلی جالب نیست.» و لس آنجلس تایمز نوشت که «موش و گربه به نظر می‌رسد از همان آغاز محکوم به فنا شده‌است.» لئونارد مالتین، با این حال، آن را مثبت ارزیابی کرد، و آن را «محکم ساخته شده» خواند و داگلاس را به عنوان «شگفت آور شگفت انگیز» ستایش کرد و آمیس دو فیلم آن را "یک فیلم خوب" تعلیق "نامید، اگرچه به عدم اصالت در طرح فیلم اشاره کرد. ماهنامه بولتن فیلم آن را «هیجان انگیز با برخی ادعاهای عمق روان شناختی» نامید.

## میراث
موش و گربه از آن زمان دوباره در تلویزیون نشان داده شده و در VHS منتشر شده‌است، در نتیجه وبلاگ‌هایی به وضعیت مکتب تفکر فیلم اشاره کردند.